# John Louis Morkovsky
John Louis Morkovsky (16. srpna 1909, Praha – 24. března 1990, Tacoma) byl americký římskokatolický kněz s českými kořeny, biskup v Amarillu (1958–1963) a v Galvestonu-Houstonu (1963–1984).